# Уильямс, Джессика (актриса)
Джессика Рене Уильямс (англ. Jessica Renee Williams; род. 31 июля 1989, округ Лос-Анджелес, Калифорния, США) — американская актриса и комедиантка.

## Биография
Джессика Уильямс родилась 31 июля 1989 года в округе Лос-Анджелес, штат Калифорния. Уже в школе занималась импровизацией и театром. Училась в Университете штата Калифорния в Лонг-Бич. Дебютировала на телевидении в 2006 году, получив главную роль в сериале Nickelodeon «Удар — ещё удар». С 2012 по 2016 годы работала корреспондентом в сатирической телепрограмме The Daily Show, став самой молодой участницей в этой роли в истории передачи.
С 2016 по 2018 годы была ведущей юмористического подкаста 2 Dope Queens вместе с Фиби Робинсон.
В 2014 году появилась в третьем сезоне «Девчонок». В 2015 году с Джессикой Уильямс вышел фильм «Люди, места, вещи». В 2017 году Netflix выпустили фильм «Невероятная Джессика Джеймс», где Уильямс играла главную роль. В 2019 году появилась в фильмах «Корпоративные животные» и «Образование». В этом же году во втором сезоне вошла в актёрский состав сериала HBO Max «Личная жизнь». Играла профессора Юлали Хикс в продолжениях «Фантастических тварей»: «Преступления Грин-де-Вальда» (2018) и «Тайны Дамблдора» (2022).

## Фильмография
| Год  |    | Русское название                                  | Оригинальное название                       | Роль            |
| ---- | -- | ------------------------------------------------- | ------------------------------------------- | --------------- |
| 2006 | с  | Удар — ещё удар                                   | Just for Kicks                              | Вида Этвуд      |
| 2013 | ф  | Отец-молодец                                      | Delivery Man                                | Таня            |
| 2014 | с  | Девчонки                                          | Girls                                       | Карен           |
| 2015 | ф  | Люди, места, вещи                                 | People Places Things                        | Кэт             |
| 2015 | ф  | Машина времени в джакузи 2                        | Hot Tub Time Machine 2                      | играет себя     |
| 2017 | ф  | Невероятная Джессика Джеймс                       | The Incredible Jessica James                | Джессика Джеймс |
| 2018 | ф  | Фантастические твари: Преступления Грин-де-Вальда | Fantastic Beasts: The Crimes of Grindelwald | Юлали Хикс      |
| 2019 | ф  | Корпоративные животные                            | Corporate Animals                           | Джесс           |
| 2019 | ф  | Образование                                       | Booksmart                                   | мисс Файн       |
| 2019 | с  | Сумеречная зона                                   | The Twilight Zone                           | Рей Танака      |
| 2021 | мс | Я люблю Арло                                      | I Heart Arlo                                | Елена           |
| 2021 | с  | Личная жизнь                                      | Love Life                                   | Миа Хайнс       |
| 2022 | ф  | Фантастические твари: Тайны Дамблдора             | Fantastic Beasts: The Secrets of Dumbledore | Юлали Хикс      |
| 2022 | мф | Энтергалактик                                     | Entergalactic                               | Мэдоу           |
| 2023 | с  | Терапия                                           | Shrinking                                   | Габи            |
| 2024 | ф  | Дом у дороги                                      | Road House                                  | Фрэнки          |